# 短齿蛇根草
短齿蛇根草（学名：Ophiorrhiza brevidentata）是茜草科蛇根草属的植物，为中国的特有植物。分布于中国大陆的云南等地，生长于海拔1,500米至1,950米的地区，一般生于林下溪边，目前尚未由人工引种栽培。